# Congiopodus kieneri
Congiopodus kieneri är en fiskart som först beskrevs av Sauvage, 1878.  Congiopodus kieneri ingår i släktet Congiopodus och familjen Congiopodidae. Inga underarter finns listade i Catalogue of Life.